# Вортман, Христиан Альберт
Христиан Альберт Вортман, Христиан-Альбрехт Вортманн (нем. Christian Albert Wortmann; 1680, Померания — 31 декабря 1760, Санкт-Петербург) — немецкий гравёр, мастер офорта и резца. Работал в Санкт-Петербурге в жанрах портрета и книжной иллюстрации.

## Биография
Вортман родился в семье живописца, учился гравированию в Берлине у И. Г. Вольфганга (1662—1744), представителя большой семьи гравёров из Аугсбурга.
До 1717 года работал в Берлине, затем переехал в Кассель, где получил должность придворного гравёра ландграфа Гессен-Гомбургского. С 1723 года работал в Лейпциге, с 1724 года — в Дрездене. Выполнил портреты саксонского курфюрста Августа II с картины Луи де Сильвестра и шведского короля Фридриха с оригинальной живописи Кинтеро, что создало ему репутацию высококлассного, техничного мастера.
В 1727 году Вортман был приглашён на русскую службу секретарём Академии наук И. Д. Шумахером, в 1728 году прибыл в Санкт-Петербург, преподавал в Гравировальной палате Санкт-Петербургской Академии наук, но в 1731 году был отстранён «за леность и небрежение». В 1735 году вновь принят на службу и ему было поручено обучать гравюре русских учеников, среди которых были И. А. Соколов, Г. А. Качалов, А. А. Греков, Э. Г. Виноградов и другие. Ученики Вортмана образовали так называемую «вортмановскую школу», давшую русской графике много замечательных произведений.
Х. А. Вортман работал в России в основном как портретист, им было выполнено множество гравированных портретов по живописным оригиналам других художников, в частности И. П. Люддена.
Большинство его работ гравированы резцом по офортной подготовке, для моделировки лиц, рук и мелких деталей он пользовался техникой пунктира. Совмещение техники офорта и резца в дальнейшем стало традиционным для русской гравюры времени петровского барокко. В 1744 году Вортман был снова уволен. С середины 1740-х работал по разовым заказам Академии наук. Участвовал во многих коллективных работах Гравировальной Палаты.
В 1738 году Вортман руководил изданием альбома «Палаты С.-Петербургской Императорской Академии Наук, Библиотеки и Кунсткамеры etc.» (1738), для которого сам выполнил две гравюры. В 1745 году было издано «Описание коронации императрицы Елисаветы Петровны» — главный памятник русского гравирования середины столетия, для которого Вортман также выполнил две гравюры.
Среди его лучших работ — портреты царевича Алексея Петровича и императора Петра II (1729) по живописным оригиналам И. П. Люддена, два портрета императрицы Анны Иоанновны по оригиналам Л. Каравака (1740), портрет графа Петра Шувалова по оригиналу К. Преннерa (после 1746).
.
Работы Вортмана находятся во многих музейных и частных собраниях, в том числе в Государственном Русском музее, Государственном Историческом музее, ГМИИ им. А. С. Пушкина, Государственном Эрмитаже, Научно-исследовательском музее Российской академии художеств, Научной библиотеке МГУ, Российской национальной библиотеке и других.
Его ученик И. Г Штробль также работал в России.

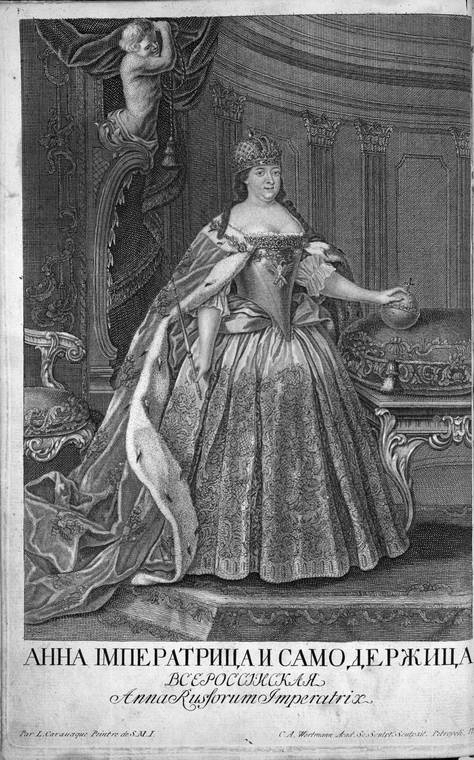
Императрица Анна Иоанновна. Гравюра Х. А. Вортмана по оригиналу Л. Каравака. Из коронационного альбома. 1745
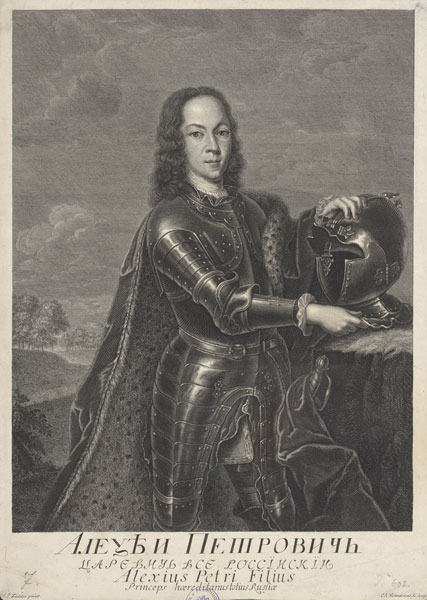
Царевич Алексей Петрович. Гравюра Х. А. Вортмана по оригиналу И. П. Люддена. 1729
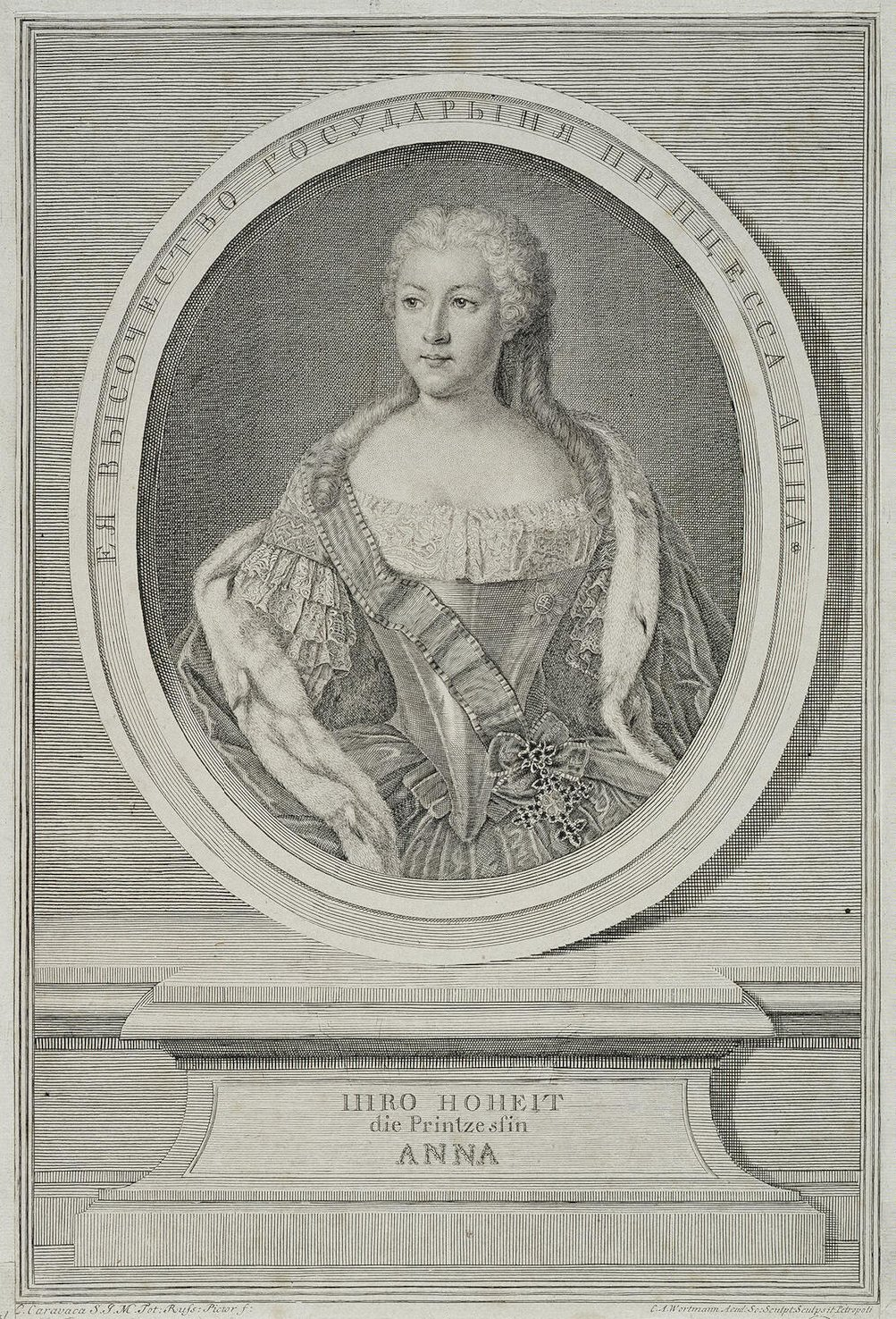
Анна Леопольдовна. Гравюра Х. А. Вортмана по оригиналу Л. Каравака. Между 1741 и 1742